# Special Deliverance
Special Deliverance este un roman științifico-fantastic din 1982 scris de Clifford D. Simak.

## Povestea
Profesorul Edward Lausing este proiectat de o mașină neobișnuită departe în spațiu și timp.

## Vezi și
- 1982 în științifico-fantastic